# Деметрій I Поліоркет
Деметрій I Поліоркет (дав.-гр. Δημήτριος ὁ Πολιορκητής — у перекладі той, що бере міста в облогу; 337 або 336 — 283 до рр. н. е.) - македонський полководець, син Антигона I Одноокого. Між 294 і 288 рр. до н. е. був царем Македонії.  
Брав активну участь у війнах діадохів. 

## Життєпис

### Народження і дитинство
Деметрій походив зі знатної македонської сім’ї; його матір’ю була Стратоніка, а батьком Антигон Одноокий, високопоставлений полководець Александра Македонського. Деметрій виріс в Келенах, резиденції свого батька в Азії. Його дитинство проходило в період напруженої боротьби між товаришами Александра за спадок його імперії. Після смерті попереднього регента імперії, Антипатра, у 319 р. до н.е. розпочалася друга війна діадохів. Антигон об’єднавшись з Касандром розбив Евмена при Габієні і таким чином опинився на піку своєї могутності. Він вирішив проголосити себе новим регентом, претендуючи на землі всієї імперії. Це змусило Касандра, Птолемея і Селевка об’єднатися проти нього — так почалася третя війна діадохів.
Плутарх підкреслює доброзичливі стосунки між Деметрієм і його батьком. За його словами, на відміну від інших еліністичних династій, антигоніди відзначалися відсутністю ворожнечі між родичами. Антигон рано оцінив характер свого сина, котрий був блискуче обдарований, особливо в області військової справи, а також володів здатністю викликати до себе любов оточуючих. Тому вже у ранньому віці батько почав залучати Деметрія до керування державою.

### Війна з Птолемеєм

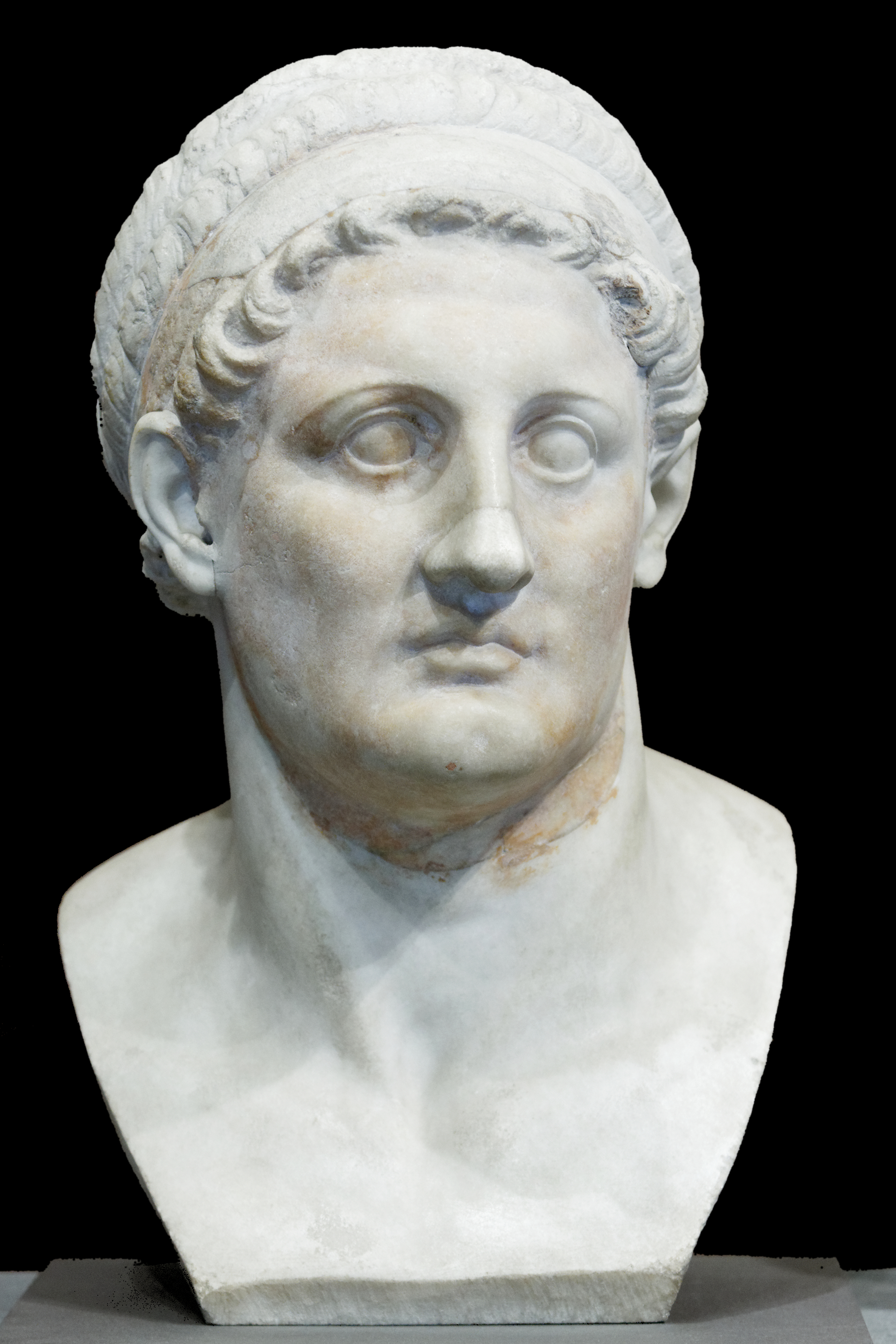
Бюст Птолемея І Сотера, Лувр, Франция.

У 314 р. до н. е., після взяття Тиру, Антигон поспішив у Малу Азію для боротьби з іншими сатрапами. Для прикриття від можливого нападу Птолемея, він залишив в Сирії сина зі значним військом. Поруч з двадцятидворічним Деметрієм Антигон поставив чисельних військових радників для допомоги.
На весні 312 р. до н.е. Птолемей, підбадьорений своїми успіхами на морі та в грабіжницьких рейдах берегів Малої Азії, вирішив організувати похід в Палестину і повернути втрачені кількома роками раніше території. Особливо до цього його підбурював Селевк, котрий вороже відносився до Антигона через втрачений Вавилон. Перейшовши пустелю біля Пелусія зі своїм військом, Птолемей став поруч з містом Газою. Попри переконання радників не виходити проти набагато більш досвідчених полководців, які багато років воювали поруч з Александром і практично ще не зазнавали поразок, Деметрій вирішив дати бій і наказав вистроїти своє військо навпроти Птолемеєвого.
Основний удар супротивнику Деметрій вирішив нанести своїм лівим крилом. Тому він зосередив там близько 3 тисяч вершників, в тому числі дві сотні своїх «друзів» та 800 гетайрів. Тут же знаходились 30 слонів, між якими він поставив 1,5 тисячі легкоозброєних. У центрі стояли 11 тисяч важких піхотинців та 13 слонів. Правий фланг складали 1,5 тисячі вершників, котрим наказали лише прикривати свої загони. Йому протистояло 18 тисяч піхотинців і 4 тисячі вершників супротивника.
Коли битва почалася найкращі загони вершників з обох боків перші ринулися у бій і боротьба довго йшла на рівних. Тоді Деметрій вирішив відправити вперед своїх слонів. Ворог зустрів цю атаку градом стріл, до того ж серед слонів почалася паніка коли вони попали на пастки з шипів розставленні неприятелем. Значна кількість з них попала в полон. Після невдачі слонів значна частина військ Деметрія опинилася відкритою для нападу єгиптян і почала відступ. Після невдалих спроб відновити битву Деметрій також був змушений відступити. Втрати Деметрія були величезні; біля 8000 здалося в полон, а ті що лишилися покидали зброю і втратили обоз. 5000 воїнів загинуло, в тому числі елітне ядро кінноти та стратег Піфон. За словами Діодора, Птолемей проявив благородство і дозволив Деметрію похоронити померлих, а також без викупу віддав близьких придворних і обоз. На це посольство Деметрій відповів, що надіється недовго залишатися в боргу у благородного Лагіда.
Саме після цієї битви, Селевк з загоном у 800 піхотинців і близько 200 вершників прорвався у Вавилон і повернув його собі. Це і стало початком держави Селевка.
Після поразки Деметрій відступив у Кілікію і почав набирати нове військо. Коли він вирішив, що нових сил достатньо, він виступив у верхню Сирію. Птолемей зі своєї сторони відправив на зустріч йому македонянина Кіла. Дізнавшись, що ворог стоїть поблизу, Деметрій нічним переходом досяг супротивника і неочікуваним нападом полонив усе військо. Стратега Кіла з багатими дарами Деметрій відправив Птолемею у вдячність за проявлене раніше благородство. Почувши про перемогу сина, Антигон вирішив приєднатися з військом до Деметрія і довершити успіх. Коли Птолемей почув про прибуття Антигона зі значними силами він вирішив відступити до Єгипту.
Після повернення Сирії Антигон зимою 312/311 рр. до н.е. послав Деметрія з 15 тис. піхотинців і 4 тис. кінноти повернути також Вавилон. Коли Деметрій досягнув Вавилона виявилося, що місто покинуте. Сам Селевк відлучився в Мідію, а його воєначальники уникали сутичок з Деметрієм. Тому він обмежився зайняттям міста і грабунком кількох фортець після чого був змушений повернутися в Сирію, відкликаний батьком. Попри формальне взяття міста цей похід не мав успіху, оскільки грабунком територій Деметрій тільки ще більше відвернув симпатії місцевого населення. Селевк незабаром відвоював Месопотамію. Східні сатрапії вже ніколи не поверталися у склад держави Антигона і Деметрія.

### Деметрій в Афінах
У 311 р. до н. е. був укладений мир між Антигоном і союзниками. Він тільки тимчасово закріпив статус-кво і сторони готувалися до нової боротьби. В цей самий час племінник Антигона Птолемей, який тримав багато міст у Греції, зрадив ділу і приєднався до Касандра. Позиції Антигона у Європі таким чином значно ослабли, і тому він послав туди Деметрія з великим флотом.
Неочікуваність з якою Деметрій з'явився літом 307 р. до н. е. зі своїм флотом біля Пірея, дозволила йому з легкістю заволодіти афінським портом. Правитель міста Деметрій Фалерський, довідавшись про вторгнення, негайно відправив посольство з пропозицією покоритися, і невдовзі йому було дозволено безпечно покинути Афіни. 
У фортеці Муніхія, а також в Мегарах знаходилися македонські гарнізони, тому Деметрій негайно розпочав їх облогу. Невдовзі Мегари були захоплені, мінухійську фортецю ж було вирішено зруйнувати. Нарешті Деметрій увійшов в Афіни. Він оголосив про звільнення міста, а також про відновлення влади народу. У своїй безмежній вдячності, афіняни першими проголосили Антигона і Деметрія царями. Вони почали поклонятися їм як богам-спасителям, а у місці де Деметрій вперше ступив з корабля спорудили жертовник. Хоча як пише Плутарх, таким принизливим підлабузництвом вони лише втратили повагу свого визволителя.

### Битва при Саламіні Кіпрському

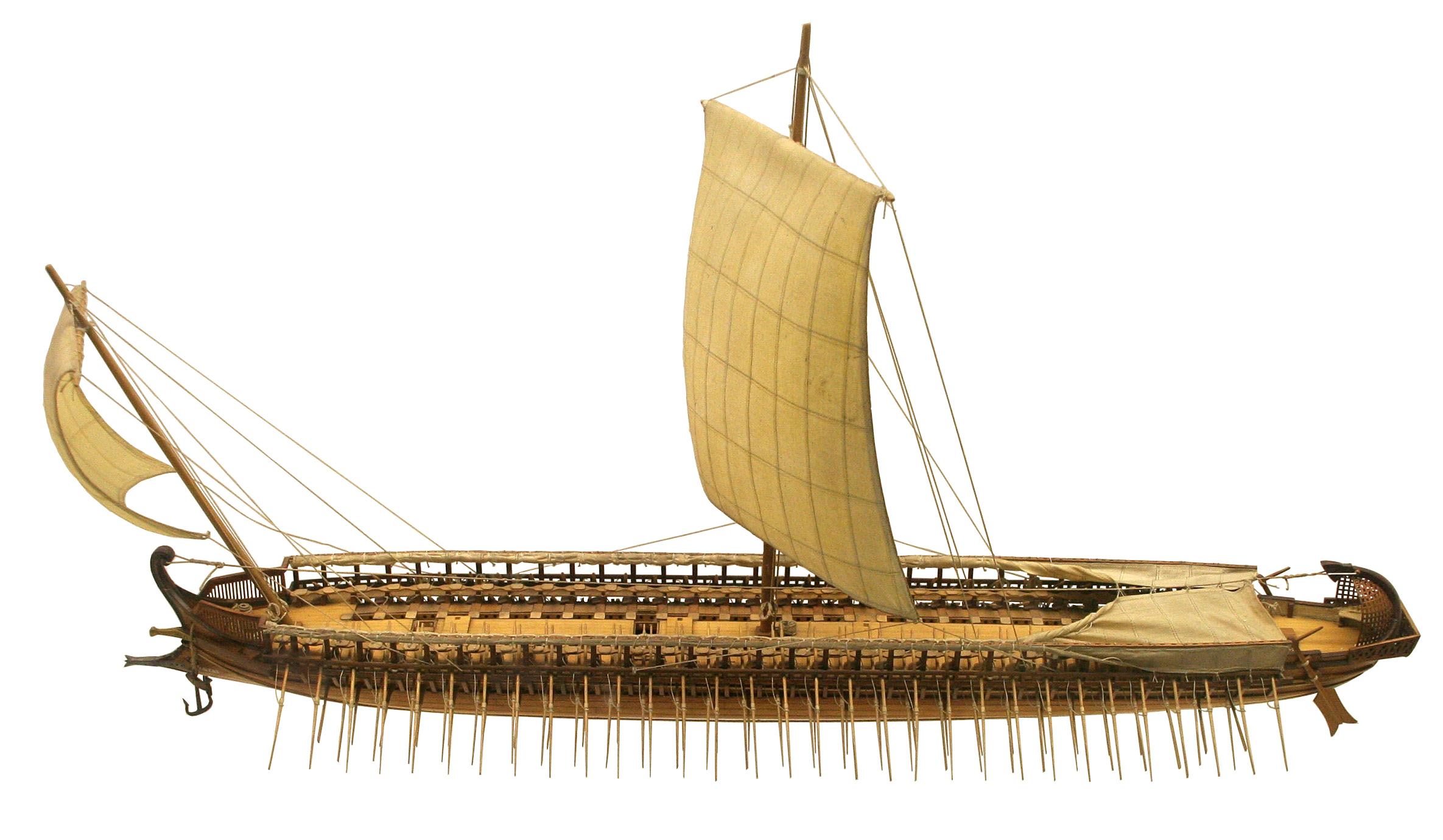
Модель давньогрецької трієри, Німецький музей, Мюнхен, Німеччина.

На початку 306 р. до н. е. Антигон відкликав Деметрія для нового завдання. Той мав захопити острів Кіпр. Після висадки на острові п'ятнадцятитисячної армії, Деметрій у першій же битві розбив брата Птолемея Менелая. Після поразки той утік до Саламіну, головному місті острова, і відправив до Птолемея гінців з проханням про підмогу. Деметрій вирішив взяти місто в облогу. Він привіз з Азії досвідчених майстрів, а також дерева, заліза та інших потрібних матеріалів. Коли все було готово він збудував облогову вежу зі стороною 21 м і висотою 41 м, так звану "Гелеполу"(тобто ту, що бере міста). Конструкція була поділена на 9 ярусів на яких знаходилися катапульти, балісти та тарани, а також 200 людей для їх обслуговування.
В цей час до Кіпру приплив Птолемей зі своїм флотом. Під час битви він планував об'єднатися з флотом Менелая, який мав виплисти з міста зі своїми 60-ма кораблями. Щоб завадити цьому Деметрій залишив 10 кораблів для блокування вузького виходу з гавані, а основні сили вистроїв навпроти Птолемея. Сили супротивників були приблизно рівні та нараховували по півтори сотні кораблів. Коли почалася битва, сторони довгий час билися на рівних, поки нарешті Деметрій не розгромив праве крило супротивника. Птолемей також розбив кораблі, які стояли проти нього, але помітивши, що більшість його флоту розсіяна, вирішив відступити у Єгипет. Деметрій захопив більше сотні суден, на яких знаходилися 8000 воїнів. Також він захопив 60 бойових кораблів і ще 80 вивів зі строю.
Антигон, отримавши звістку від сина, вирішив скористатися цією перемогою як аргументом для оголошення себе головним претендентом на всі землі діадохів. Він проголосив себе царем і дозволив зробити це Деметрію. У відповідь на це Птолемей, Селевк і Лісімах також прийняли царський титул. Антигон планував розбити своїх супротивників силою статусу монарха і єдиного спадкоємця Александра, але навколо себе спостерігав лише таких же двійників-царів. Таким чином у нього не залишилося ніяких інших засобів і законних прав на об'єднану корону, окрім сили зброї, успіхи якої при значній чисельній перевазі сил супротивника у разі їх об'єднання були більш ніж сумнівними.
Наприкінці цього ж року Антигон з сином вирішили покінчити з Птолемеєм і організували похід у Єгипет. Цей план провалився оскільки спочатку флот, яким керував Деметрій, потрапив у шторм і сильно постраждав, а потім сухопутне військо Антигона застрягло на березі Нілу: друга сторона була зайнята ворогом. Паралізований таким чином у діях, Антигон вирішив відступити у Сирію, без бою втративши значну частину війська через дезертирство й обстріли ворогів.

### Облога Родоса

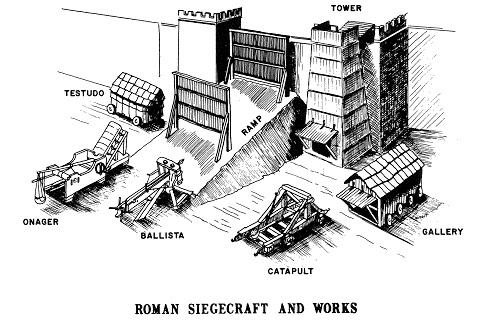
Давньоримські облогові машини, еволюція старших елліністичного періоду.

На початку 305 р. до н. е. Антигон відправив Деметрія покорити родосців, які вже не одноразово відмовлялися допомагати йому у боротьбі з іншими діадохами аргументуючи це своєю нейтральністю. І цього разу Деметрій відзначився інтенсивним застосуванням облогових машин, він ставив їх на плоти, і таким чином атакував місто з моря. У невдалих спробах вторгнутися в гавань закінчився рік.
З початком наступного року Деметрій вирішив атакувати місто зі сторони суші. Він робив підкопи, а також збудував ще більшу вежу ніж та, що була на Кіпрі. Її висота складала 46 м, а сторона близько 23 м. За винахідливість у будівництві цієї та інших машин Деметрія і прозвали Поліоркетом, тобто "тим, що штурмує міста". Родосці відповідали підпалами та перехопленням ворожих кораблів з припасами. Також родосці розібрали театр і частину будівель у місті та звели другу, а потім і третю внутрішню стіну у місцях де зовнішня могла бути пробита. Після рішення Деметрія одночасно атакувати з моря та з суші, загону нападників таки вдалося увірватися в місто, але родосці відбили атаку.
З рештою погодитися на мир Деметрія вмовили посли з Греції. Облога міста тривала рік. В результаті героїчної оборони родосці залишали собі самоврядування і не приймали військовий гарнізон. Натомість вони зобов'язувалися до союзу з Антигоном окрім війни з Птолемеєм, з яким пов'язували остров'ян тісні торговельні відносини. На гроші, виручені від продажу залишеного Деметрієм спорядження, вони збудували Колос Родоський.

### Похід в Грецію
Від облоги Родоса Деметрія відволікло загострення ситуації в Європі, де Касандр і Поліперхонт безкарно грабували еллінські міста. Наприкінці 304 р. до н. е. він відплив у Грецію. Першим ділом він покорив Беотію, а також уклав союз з етолійцями, які вже давно вели боротьбу з Касандром. Звільнивши після цього від облоги Афіни, він вирішив перезимувати у цьому місті, яке завжди приваблювало його своєю минулою величчю. У вдячність Афіняни відвели для життя Деметрію внутрішню частину Парфенону, де той повів свій звичний розгульний спосіб життя. Плутарх говорить, що він соромиться назвати усі ті святотатства, які відбувалися тоді у храмі Діви Афіни. В довершення всього Деметрій забажав бути посвяченим в Елевсінські містерії, афіняни двічі змінили назву місяця для того, щоб він у прискореному порядку пройшов усі етапи посвячення.
На весні 303 р. до н. е. Деметрій направився у Пелепонес, де він силою і підкупами звільнив більшість міст від македонських гарнізонів. Таким чином він став господарем усіх земель на південь від Фермопіл. Наприкінці року Деметрій скликав синедріон у Коринфі, де був організований союз грецьких міст, аналогічний союзу створеному Філіпом. Цього разу ціллю об'єднання було оголошене покарання узурпаторів царського титулу, тобто Птолемея, Селевка і Лісімаха.
Касандр, занепокоєний сусідством з войовничим царевичем, негайно уклав договір з Лісімахом і направив послів до Птолемея. Таким чином знову організувався союз для боротьби проти Антигона і його претензій на єдину корону. Лісімах вирушив до Малої Азії, тривожити азійські володіння Антигона, а Касандр направився у Грецію. Деметрій, дізнавшись про це вирушив йому на зустріч. Дві армії зустрілися у Фессалії, при чому військо Деметрія було вдвічі більше. Кілька днів вони стояли один навпроти одного, коли нарешті Деметрій отримав звістку від батька з наказом негайно вирушити в Азію йому на допомогу. Незважаючи на значну перевагу в силах Деметрій був змушений на скору руку підписати мирний договір з Касандром і вирушити з флотом на поміч батьку. Наприкінці цього року Деметрій висадився у Малій Азії, повернув покорені Лісімахом міста і невдовзі з'єднав свої сили з батьковими.

### Битва при Іпсі
Джерела замовчують про перебіг подій у першій половині 301 р. до н. е., але відомо, що літом біля Іпса зібралися об'єднані війська Лісімаха і Селевка, яким протистояли Деметрій і його 80-річний батько. Птолемей, невірячи в успіх діла союзників, не долучився до боротьби й обмежився взяттям кількох міст у Палестині. Сили противників були приблизно рівні: в Антигона було більше піхотинців, натомість Селевк привів аж 400 слонів. Коли почалася битва, Деметрій стрімким ударом кінноти розбив крило ворога, але занадто захопився погонею і оголив фланги свого війська. Селевк негайно цим скористався і знищив військо Антигона, котрий помер у битві. Переможці поділили володіння Антигона, більшість з яких дісталася Селевку у зв'язку зі значною перевагою його сил.
З залишками війська Деметрій направився в Ефес, а звідти без зволікань відплив у Афіни, де він сподівався знайти пристановище. Афіняни, однак, постановили його не впускати, аргументуючи це своєю нейтральністю в конфлікті, що повстав між діадохами.

### Завоювання в Греції

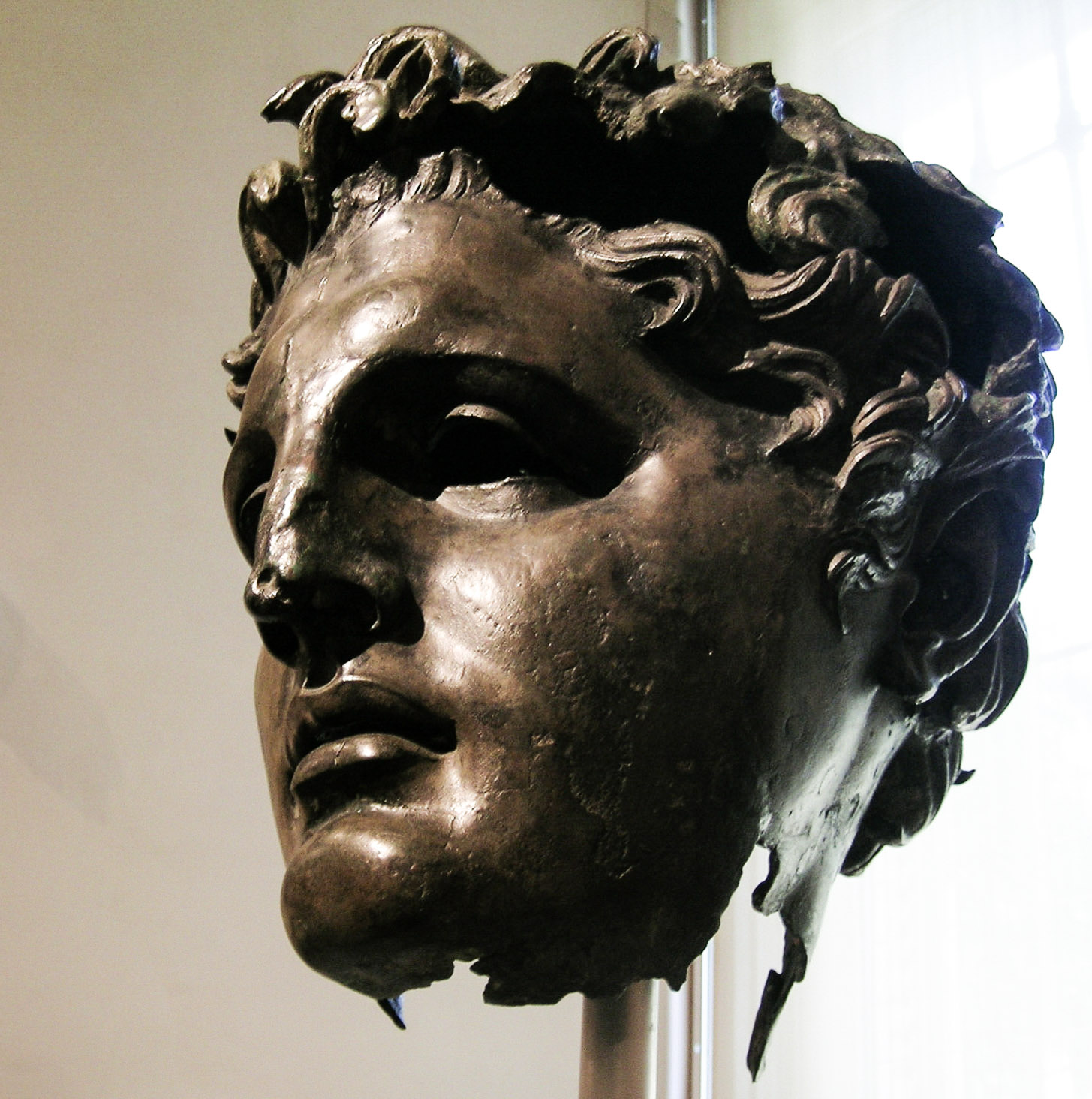
Бронзова портретна голова музей Прадо в Мадриді.

Після відмови Афін прийняти його, Деметрій був у гніві. Не маючи ресурсів для негайної облоги він направив свій флот до істмійського перешийка. Коринф та Мегари все ще утримувалися його контингентами, але інші грецькі міста перейшли на сторону ворога. Деметрій вирушив з флотом грабувати береги лісімахової Фракії та невдовзі знову став грізною силою.
В цей самий час союз проти Антигона почав розвалюватися. Лісімах і Птолемей уклали договір з метою протидіяти Селевкові, який значно посилився після Іпсу. Селевк же вирішив у відповідь залучитися підтримкою Деметрія і його флоту; той все ще нероздільно панував на морі. Все ж цей союз не був міцним і вже невдовзі між союзниками виникли суперечки відносно володіння містами Палестини.
Зміцнивши таким чином свої позиції, Деметрій вирішив повернути собі Афіни. Ймовірно у 298 році до н. е. він відплив з флотом до Греції. Висадка в Аттиці була ускладнена штормом, який знищив велику частину кораблів. Попри це почалася формальна облога Афін, котра була тим більш нестерпна, що посилювалася політичною боротьбою в середині міста. Нарешті демократія була скинута і владу захопив тиран Лахар. Новий режим фінансово підтримували Касандр і Лісімах, а Птолемей навіть відправив флот у спробі зняти облогу. Проте єгипетські кораблі, налякані перевагою флоту Деметрія відступили, і коли разом з ними померла остання надія афінян витримати облогу, вони вирішили здати місто. Деметрій проявив милосердя і вирішив не карати Афіни за недавню образу. З Афін Деметрій вирушив на Пелопонес, де він одразу ж розбив спартанське військо. Саму Спарту йому взяти не вдалося, оскільки його відволікли відомості про захоплення Кіпру Птолемеєм.

### Македоньське царювання

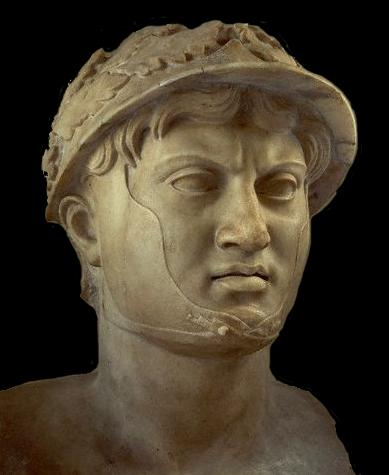
Бюст правителя Епіру Пірра I, Національний археологічний музей Неаполя, Італія.

У Македонії тим часом у 297 році до н. е. помер Касандр і між його синами почалися міжусобиці. Александр, один із синів, прикликав Деметрія і Пірра на допомогу. Пірр скориставшись нагодою захопив частину Македонії, а Деметрій заманивши Александра на бенкет, вбив його. Македонія з радістю прийняла нового царя у лиці Деметрія. Македонці ненавиділи рід Касандра за вбивство сина Александра Македонського і Роксани. Невдовзі Деметрій захопив і Фессалію. Фіванці намагалися боротися, але побачивши з якими силами Деметрій почав облогу міста, вирішили здатися на милість переможця. Невдовзі, користуючись відсутністю нового македонського царя, вони знову виявили непокору. Син Деметрія, Антигон Гонат, розбив беотійців у відкритому полі і невдовзі знову розпочалася облога. Фіви наполегливо захищалися, але місто було захоплене вдруге. Попри найгірші очікування жителів, Деметрій обмежився стратою 30-ти підбурювачів повстання. В Кадмеї, акрополі Фів, був залишений такий же гарнізон, який Деметрій розмістив у Афінах. Минули часи коли з його іменем пов'язували демократичний рух у Греції. Тепер фактично він став царем, під владою якого опинилася вся Еллада, окрім Етолії та Спарти.
На тлі цих подій розгорнулася боротьба між Деметрієм і Пірром. Вони вторгалися у володіння один одного і розоряли територію. Пірр, розбивши македонське військо, здобув собі славу великого полководця по всій Греції. Деметрій же зіткнувся з невдоволенням його владою у Македонії, його критикували за гордовитість і надмірну розкіш. Він виношував плани відродження держави свого батька. З цією ціллю він почав готувати велике військо, яке вже складалося з 90 тис. піхотинців і 12 тис. кінноти, а незабаром він збирався спустити на воду флот величиною в 500 кораблів. Коли у 288 р. до н. е. звістка про це розповсюдилася, Птолемей, Лісімах і Селевк знову об'єдналися, а також залучили до союзу Пірра. Невдовзі біля берегів Греції з'явився флот Птолемея, а Лісімах і Пірр вторглися зі своїх територій. Спочатку Деметрій виступив проти Лісімаха, але боячись дезертирства у своїх рядах повернув на захід і пішов назустріч Піррові. Слава епірського полководця ще більше розбурхала воїнів Деметрія, і коли він став табором поблизу ворога, майже все військо перейшло на сторону Пірра. Деметрій був змушений втікати з власного табору, під час того як війська вже грабували царський намет. Після семи років правління Деметрія, Македонія була поділена між Піром та Лісімахом.

### Вигнання та смерть

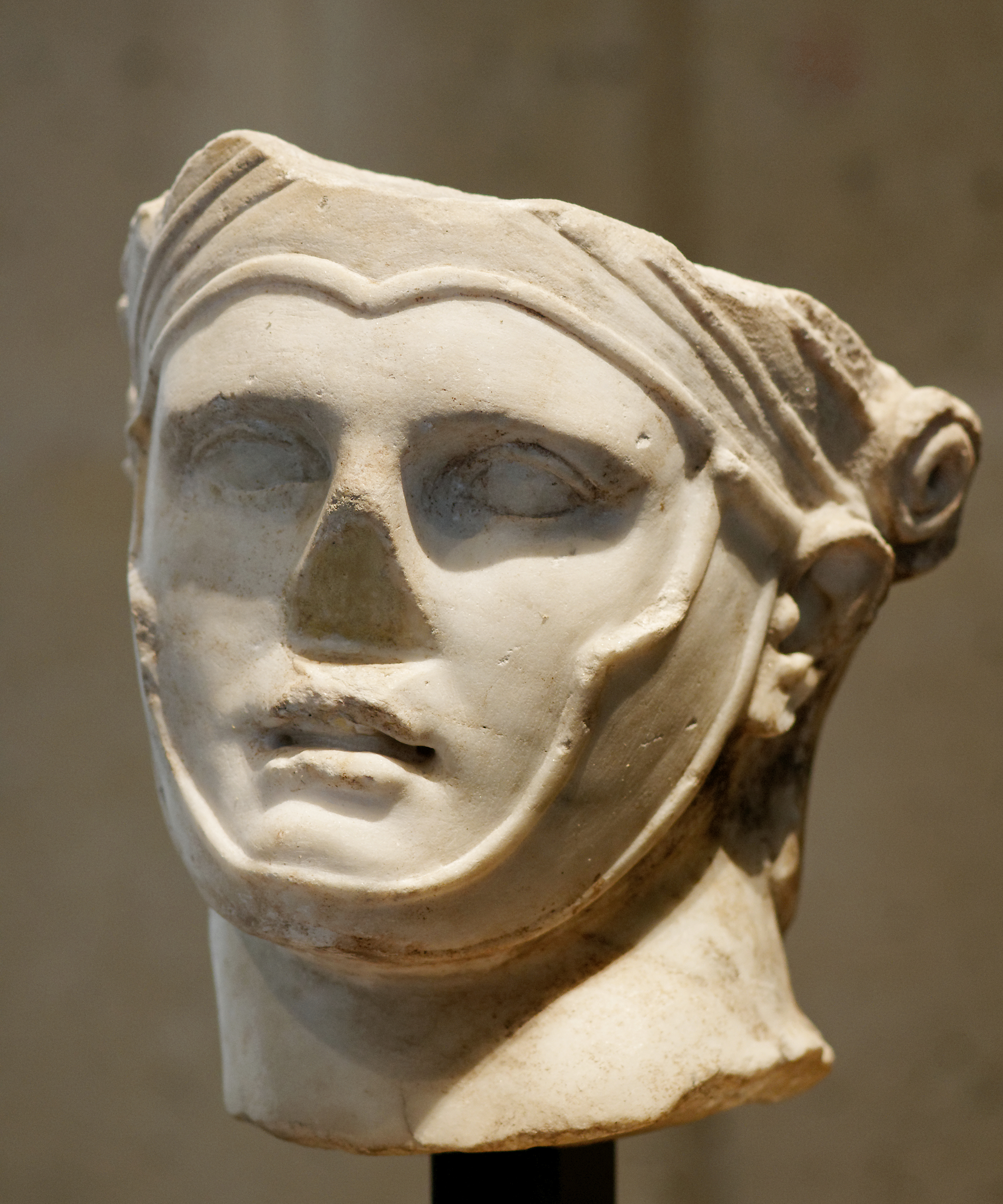
Бюст Селевка I Нікатора, мармур, сирійська майстерня 1-2 н.е. століття, музей Лувр, Франція.

Боротьбу за власне царство Деметрію знову належало почати з самого початку. Незабаром він скопив достатньо сил, щоб в черговий раз взяти в облогу Афіни. Очевидно зняти облогу Деметрія змусив Пірр, який прийшов афінянам на поміч. Царі уклали договір і Деметрій, тепер вже не маючи інших напрямків для експансії, вирушив у Малу Азію, щоб відібрати у Лісімаха Карію та Лідію. Деметрій почав енергійно і частина міст перейшла на його сторону, але невдовзі син Лісімаха, Агафокл почав чинити опір і він був змушений відступити за Тавр. Серед війська почалося невдоволення спричинене голодом і небажанням йти в далекі східні землі; до того ж мор забрав життя 8 тис. воїнів. Таким чином Деметрій опинився у володіннях Селевка, тому послав до нього гінців з проханням про безпечний вихід з його земель. Селевк з початку схилявся погодитися, але потім змінив думку і став закривати проходи в горах, таким чином відрізаючи Деметрію шляхи відходу. Неохоче Деметрій почав воєнні дії і йому навіть вдалося звільнити проходи в Сирію. Він перейшов через гори Аману де його й наздогнав Селевк зі своїм військом. У вирішальній битві війська Деметрія виснажені тривалими поневіряннями у чужій країні перейшли на сторону Селевка. Сам полководець втік і збирався з кількома наближеними добратися до моря, але зрозумівши, що він оточений військами ворога, здався Селевкові на милість.
Деметрія чекав ласкавий прийом; він навіть сподівався зайняти важливу позицію при дворі Селевка. Але підбурювання радників знову змусило останнього озлобитися проти Деметрія. Як полонений він був висланий у Херсонес Фракійський, де його чекали, проте, царські умови. Йому дозволяли полювати в царських заповідниках і гуляти в царських садах; до нього навіть пускали відвідувачів. Звільнити його просили син Антигон Гонат, а також дочка Стратоніка, яка була дружиною сина Селевка. Не зважаючи на це сирійський цар зволікав зі звільненням.
З часом Деметрій облінився і від бездії пристрастився до вина і гри в кості. На третьому році неволі від бездіяльності, обжерливості та пияцтва Деметрій важко захворів і помер у віці п'ятидесятичотирьох років.
Урна з прахом Деметрія була з пишністю провезена його сином через Середземне море на найбільшому кораблі у Коринф. Урні були проявлені усі почесті, покладені вінки, після чого Антигон відвіз прах у Деметріаду і там поховав.

## Сім’я та особисте життя

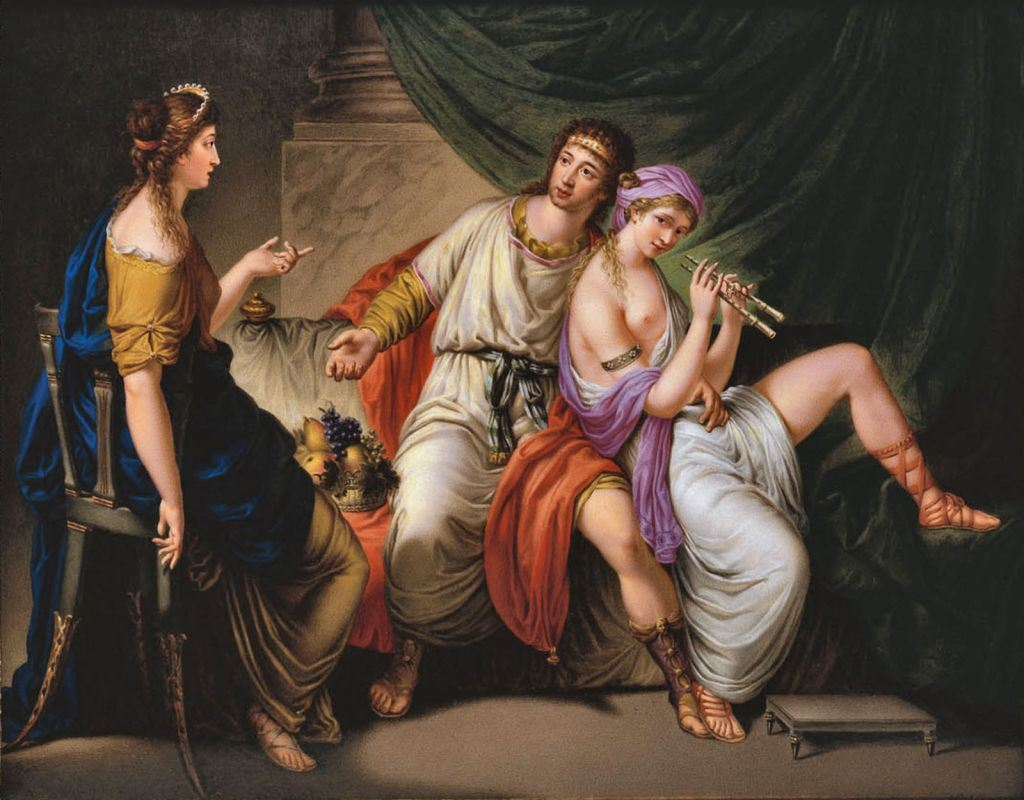
Франц Кавчич. Деметрій Поліоркет з флейтисткою Ламією та її приятелькою Демо

У 321/320 р. до н. е., Деметрій одружився з дочкою Антипатра Філою, яка була значно старша від нього. У них було двоє дітей: син Антигон, який згодом став царем Македонії, та дочка Стратоніка, дружина Антиоха I. Філа, будучи сестрою Касандра, часто виступала посередником в їхніх переговорах. Після вигнання Деметрія з Греції вона не змогла пережити горя і наклала на себе руки.
Деметрій був першим з діадохів хто відкрито практикував полігамію. Ще будучи одруженим з Філою, у 307 р. до н. е. він вступив у зв'язок з Еврідікою, вдовою кіренського династа. Очевидно, цей шлюб Деметрій взяв з політичних причин: Еврідіка походила зі знатного афінського роду Філаїдів, до якого також належали Мільтіад та Кімон.
В не меншій степені обумовлений політичними причинами був шлюб з сестрою Пірра, Деідамією у 303 р. до н. е. Таким чином Деметрій, очевидно, планував знайти союзників в Епірі. У 297 р. до н. е. Деідамія загинула і надалі колишні родичі виступали тільки як конкуренти за македонську корону.
Значно ширші перспективи відкривав для Деметрія четвертий шлюб з дочкою сиракузького правителя Агафокла, Ланассою. Шлюб відбувся близько 291 р. до н. е. і в придане наречена принесла Деметрію острови Керкіру та Лефкаду. Таким чином він намагався включити Італію та Сицілію у сферу свого впливу, але реалізації цих планів зашкодило його вигнання з Македонії у 287 р. до н. е.
І нарешті п'ятою дружиною була Птолемаїда, дочка Птолемея. Вони були заручені вже у 298 р. до н. е. проте одружилися тільки у 287 р. до н. е. Незрозуміла  мета цього шлюбу, оскільки Деметрій в цей час вже перебував у вигнанні, і Птолемаїда мало чим могла допомогти. У будь-якому разі від цього шлюбу Деметрій мав сина Деметрія Вродливого, який пізніше правив у Кірені.
Попри значну кількість дружин, шлюбна політика Деметрія не може бути охарактеризована як продумана. В одруженні він переслідував короткострокові вигоди, але навіть їх він рідко досягав. Окрім законних дружин він часто шукав компанії коханок. Найвідомішою з них була знаменита гетера Ламія, яку Деметрій захопив у стані Птолемея, після перемоги над ним у саламінській битві. Плутарх наводить чисельні історії, які демонструють при’язаність до неї Деметрія.

## Характер

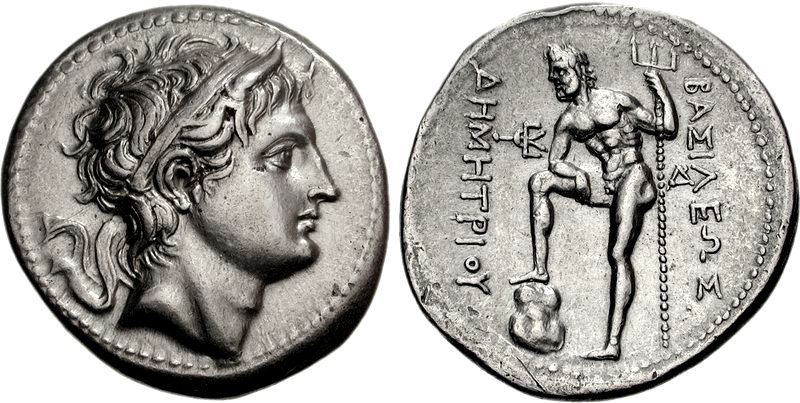
Тетрадрахма із зображенням Деметрія I Поліоркета на аверсі.

За словами Плутарха, Деметрій був високого зросту та мав гарне лице. Його риси були одночасно чарівні та грізні, юнацька відвага в них поєднувалася з героїчною силою і царською величчю. Вдачею він був приблизно такий же, вселяючи людям і жах і, одночасно, гарячу прихильність до себе. В години дозвілля, за вином, серед насолод і повсякденних занять він був найприємнішим співрозмовником та найбільш розніженим серед царів, але в справах політичних та воєнних невтомний і наполегливий, як ніхто.
З діадохів і їх синів, епігонів, жоден не є таким повним втіленням свого часу, як Деметрій; елементи македонського, східного та грецького життя з'єдналися в ньому в один образ. Сувора енергія і строгість солдата, чарівна і дотепна гнучкість аттичного розуму і глибока, що доходить до самозабуття, чуттєвість азійський султанів; все це живе в ньому, і невідомо чому в ньому більш дивуватися, - його силі характеру чи його генію і легковажності. Він любить все надзвичайне, будь то божевільна відвага, жага пригод, розгул або жахливі плани. Тільки спокій для нього був нестерпний: серед насолод його охоплюють нові бажання — і невичерпні сили його тіла і розуму постійно вимагають нової роботи та нових небезпек, де все ставиться на карту. Жити означає для нього насолоджуватися; він не знає, як Александр, прекрасного і глибокого почуття дружби; швидко і примхливо змінюються його прихильності, його надії і його доля. Його життям не керує наповнена і єдина велика ідея, він не має, як Александр, свідомості свого покликання і своїх сил для виконання того чи іншого завдання, яке зробило б його здатним підкорити весь світ. Він ризикує, бореться і панує, щоб насолоджуватися своїми силами, все одно в якому напрямку, а все те, що він завойовує, засновує і закликає до життя, являється справою випадку.

## Галерея

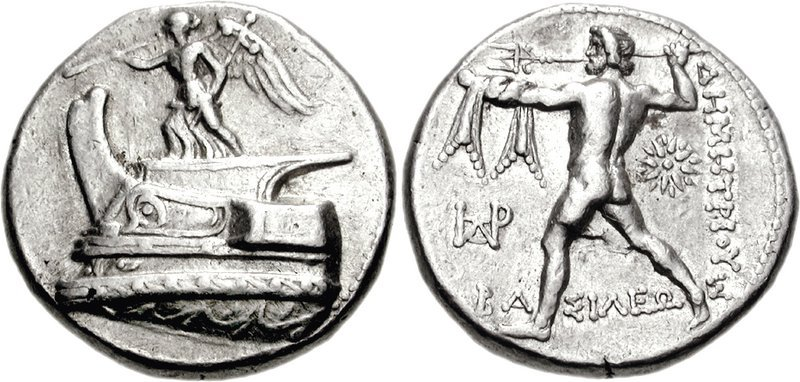
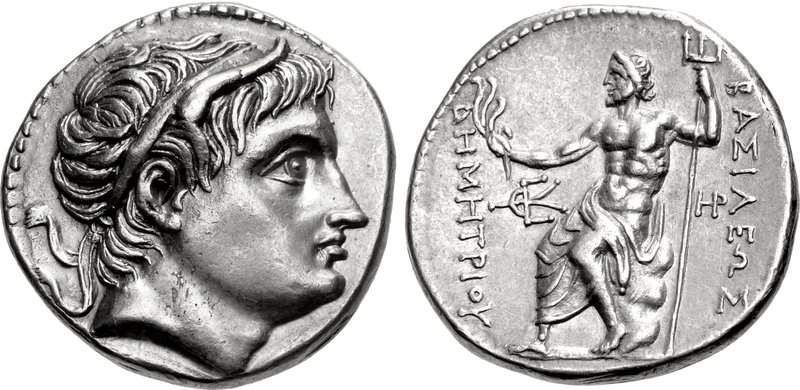
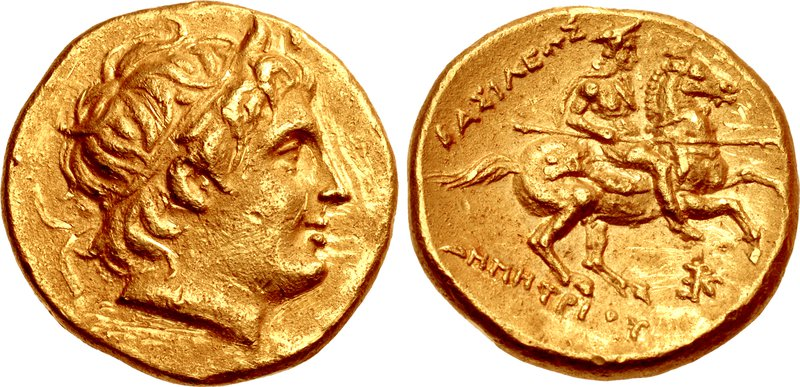
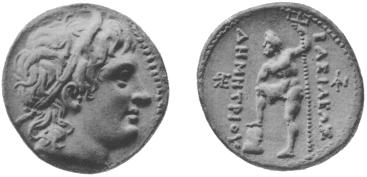
Деметрій I Поліоркет, монета, 3 ст. до н. е.

### Античні
- Plutarch, Life of Demetrius [Архівовано 25 червня 2017 у Wayback Machine.]
- Діодор Сицилійський, Library of History [Архівовано 19 лютого 2020 у Wayback Machine.], books 19–21
- Polyaenus, Stratagems, 4.7 [Архівовано 20 вересня 2017 у Wayback Machine.]
- Justin, Epitome of Trogus [Архівовано 2 березня 2021 у Wayback Machine.], books 15–16
- Athenaeus, Deipnosophists, 6.252–255 [Архівовано 2 березня 2021 у Wayback Machine.]
- Плутарх. Сравнительные жизнеописания. Деметрий и Антоний

### Сучасні праці
- R. M. Errington, A History of the Hellenistic World, pp. 33–58. Blackwell Publishing (2008). ISBN 978-0-631-23388-6.
- Demetrius I at Livius.org [Архівовано 9 липня 2015 у Wayback Machine.]
- Billows, Richard A. (1990). Antigonos the One-Eyed and the Creation of the Hellenistic State. Berkeley and Los Angeles, California: University of California Press. ISBN 0-520-20880-3.
- Alfred Duggan, «Besieger of Cities»  [Архівовано 3 лютого 2018 у Wayback Machine.]
- Бенгтсон Герман. Правители эпохи эллинизма / Пер. с нем. и предисл. Э. Д. Фролова. — М.: Наука, Главная редакция восточной литературы, 1982. — 392 с.: ил. — Серия «По следам исчезнувших культур Востока».
- Левек Пьер. Эллинистический мир. — М.: Наука, Главная редакция восточной литературы, 1989. — 254 с.: ил. — Серия «По следам исчезнувших культур Востока». — ISBN 5-02-016590-5.
- Талах В. Н. Все, что ни пожелает царь Деметрий. — ISBN 978-617-7085-01-9.